# Башкім Шеху
Башкім Шеху (алб. Bashkim Shehu; нар. 21 січня 1955, Тирана) — албанський письменник і публіцист, син Мехмета Шеху.
У 1979 році він закінчив факультет албанської мови та літератури Університету Тирани. Шеху працював сценаристом в Албанії. Після самогубства батька у 1981 році, був знятий зі своєї посади і репресований. Засуджений за «анти-соціалістичну пропаганду», провів вісім років у в'язниці, протягом останніх 18 місяців був інтернований разом з родиною. У 1991 році він був звільнений і повернувся до роботи сценариста.
У 1992 році він переїхав до Будапешта, де вивчав соціологію в Університеті Будапешта. Він повернувся до Албанії у 1995 році, почавши письменницьку творчість і переклад іншомовних творів (серед іншого, роботи Берліна Ісайї і Еріка Гобсбаума).
У 1995–1996 працював у культурному журналі AKS, він також був одним з редакторів албанського інформаційного бюлетеня Гельсінського комітету. Під час заворушень, що охопили Албанію у 1997 році, Шеху знову залишив Албанію і переїхав до Іспанії. Потім оселився у Барселоні, де він живе сьогодні. З 2001 року працює у місцевому Центрі сучасної культури.
У 2014 році він став автором року на книжковому ярмарку Fieri 2014.